# Pes manualis
 (février 2019).
- Si vous ne connaissez pas le sujet, laissez ce bandeau (vous pouvez alors contacter les auteurs).
- Si vous supprimez le contenu mis en cause (vous pouvez préalablement contacter les auteurs),

argumentez précisément cette suppression dans la page de discussion
(un manque de référence n'est pas un argument ; une recherche réelle de référence doit avoir été effectuée, être formellement documentée).
Pes manualis est un terme technique latin en métrologie qui se traduit en français par pied à main ou par pied manuel.
Un pied à main est déduit d'un pied existant. Le pied à main entretient avec son pied de référence le ratio douze à dix. Le premier est donc d'un cinquième plus long par rapport au second.

## Origine
Les arpenteurs, dès l'Antiquité, préférèrent bien souvent un pied d'une longueur supérieure à un pied réel. Ils créèrent le pes manualis. Le procédé de sa création est très simple. L'acre romain est une surface de référence d'un carré de 120 pieds de côtés.
Cent-vingt pieds, c'est la longueur de l'arpent romain composée de douze perches decempeda. Si on divise ce même arpent tout simplement par cent, on obtient un nouveau pied d'un cinquième plus long que l'ancien, soit une multiplication par un virgule deux.

## Antiquité et Moyen Âge
Depuis, à chaque fois qu'un pied entretient le ratio de douze à dix avec un autre pied, le premier est considéré être le pied à main du second.
Le pied basilikos (ce qui signifie grand pied) de Ptolémée est le pied à main du pied attique-solonique.
| \| Le pied basilikos ptoléméen : \| 352,71936 mm \| | =            | 293,9328 × (12 ÷ 10). |  |
| Le pied basilikos ptoléméen :                       | 352,71936 mm |                       |  |

Le pied dit d'Indus est le pied à main du pied polonais, car ce dernier fut adopté, beaucoup plus tard, par les Polonais.
| \| Le pied à main d'Indus : \| 345,744 mm \| | =          | 288,12 × (12 ÷ 10). |  |
| Le pied à main d'Indus :                     | 345,744 mm |                     |  |

Il existe d'autres pieds à main connus dès l'Antiquité.

## Les pieds à main italiens
En Italie, les pieds légaux jusqu'à l'adoption du système métrique étaient bien souvent des pieds à main.

### Pieds à main réguliers
Le pied à main de Vicence est régulier. C'est le pied néo-romain multiplié par 1,2.
| \| Le pied à main de Vicence : \| 357,21 mm \| | =         | 297,675 × (12 ÷ 10). |  |
| Le pied à main de Vicence :                    | 357,21 mm |                      |  |

### Pieds à main élevés
En Italie, au début de l'Époque moderne, un pied à main d'un type tout à fait particulier fut inventé : Le pied à main d'un pied à main, sans que le second fut nécessairement déjà utilisé.
Ainsi le pied à main élevé de Côme est le pied carolingien multiplié par 1,44.
| \| Le pied à main(2) de Côme : \| 451,4807808 mm \| | =              | 313,52832 × (144 ÷ 100). |  |
| Le pied à main(2) de Côme :                         | 451,4807808 mm |                          |  |

Le pied à main élevé de Crémone entretient ce rapport avec le pygme ionien.
| \| Le pied à main(2) de Crémone : \| 483,729408 mm \| | =             | 335,9232 × (144 ÷ 100). |  |
| Le pied à main(2) de Crémone :                        | 483,729408 mm |                         |  |

Le pied à main élevé de Faenza entretient ce rapport avec le pygme romain.
| \| Le pied à main(2) de Faenza : \| 480,09024 mm \| | =            | 333,396 × (144 ÷ 100). |  |
| Le pied à main(2) de Faenza :                       | 480,09024 mm |                        |  |

Le pied à main élevé de Milan choisit comme pied de départ le pied égyptien.
| \| Le pied à main(2) de Milan : \| 435,456 mm \| | =          | 302,4 × (144 ÷ 100). |  |
| Le pied à main(2) de Milan :                     | 435,456 mm |                      |  |

Dans une espèce de surenchère, à Modène, le ratio de création fut même élevé à sa troisième puissance.
| \| Le pied à main(3) de Modène : \| 522,5472 mm \| | =           | 302,4 × (1728 ÷ 1000). |  |
| Le pied à main(3) de Modène :                      | 522,5472 mm |                        |  |

Si l'emploi de pieds à main simples (au moins à l'usage interne des arpenteurs) peut être observé, dès l'Antiquité, dans beaucoup de pays par contre, cette course « au pied le plus long », moyennant la multiplication d'un pied ordinaire par 1,44 et 1,728 fut, à une certaine époque, une « folie italienne » uniquement, observable nulle part ailleurs dans le monde. D'un seul point de vue, l'appellation « pied » se justifia même. Ces soi-disant pieds furent subdivisés en douze pouces (onces), 144 points et 1728 « atomi » (sic). Mais c'étaient des « pouces de géants » !

## Sommaire : Tableau triable
| ℕ | Nom du pied                  | Valeur, mm  | Écart légal | Ref.  |
| 1 | Pied à main(3) de Modène     | 522,5472    | +0,0958 %   | [ 1 ] |
| 2 | Pied à main(2) de Crémone    | 483,729408  | -0,0394 %   | [ 2 ] |
| 3 | Pied à main(2) de Faenza     | 480,09024   | -0,0665 %   | [ 3 ] |
| 4 | Pied à main(2) de Côme       | 451,4807808 | -0,0580 %   | [ 4 ] |
| 5 | Pied à main(2) de Milan      | 435,456     | -0,0737 %   | [ 5 ] |
| 6 | Pied à main romain           | 355,6224    |             |       |
| 7 | Pied basilikos ptoléméen     | 352,71936   |             |       |
| 8 | Pied à main polonais (Indus) | 345,744     |             |       |
|   | Écart moyen :                |             | -0,0284 %   |       |